# Umanità Nova

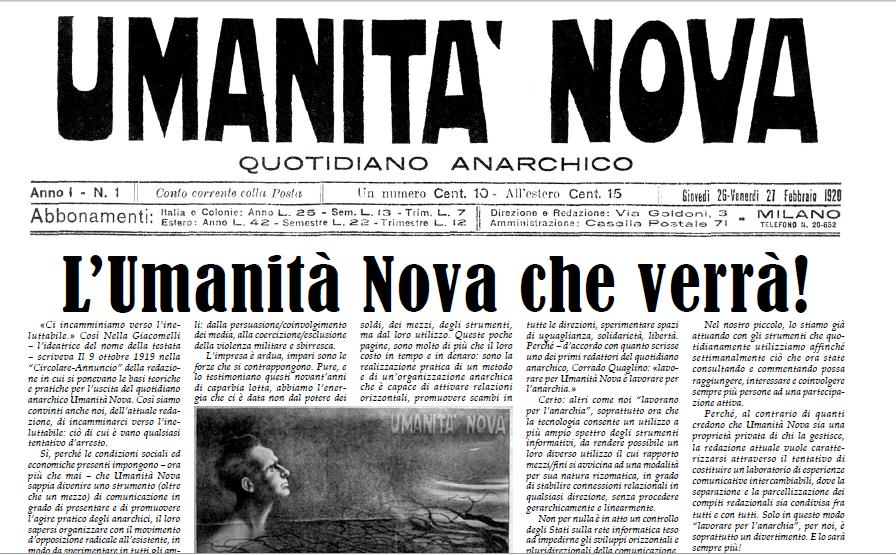
Remake de la primera edición de Umanità Nova

Umanità Nova, que significa Nueva Humanidad, es un periódico anarquista italiano fundado en 1920 en Milán, entre su colaboradores más destacados han estado Errico Malatesta, Antonio Ceri (los fundadores) y Camillo Berneri. Se publicaba diariamente y en algunas zonas italianas su circulación, que fue de 30.000 ejemplares primero y luego de 60.000, superó a la del periódico socialista Avanti! hasta 1922, cuando fue cerrada por el régimen fascista. Mantuvo un pequeño tiraje esporádico y clandestino hasta 1926. Hubo una reaparición notable entre 1943 y 1945, con 14 números de 8.000 ejemplares impresos en Florencia, Roma y Génova. 
Después de la caída el régimen en 1945 y de un congreso anarquista en Carrara, la publicación comenzó a salir de nuevo de forma estable, esta vez en forma semanal. El periódico continúa al día de hoy y se imprime en Carrara y desde 1974 es redactado por un equipo colegiado. Umanità Nova es el medio escrito de la Federación Anarquista Italiana. 